# Анишино (Тульская область)
Анишино — деревня в Венёвском районе Тульской области России.
В рамках административно-территориального устройства является центром Анишинского сельского округа Венёвского района, в рамках организации местного самоуправления входит в Центральное сельское поселение.

## География
Расположена в 26 км к северо-востоку от Тулы и в 21 км к западу от райцентра города Венёв.

## Население
| 2002 | 2010 |
| ---- | ---- |
| 558  | ↘522 |

Население — 522 чел. (2010).